# Daimon serricornis
Daimon serricornis är en insektsart som beskrevs av Walker. Daimon serricornis ingår i släktet Daimon och familjen hornstritar. Inga underarter finns listade i Catalogue of Life.